# Daniel Manning
Daniel Manning, född 16 maj 1831 i Albany, New York, USA, död där 24 december 1887, var en amerikansk demokratisk politiker och journalist.
Han arbetade för tidningen Atlas i Albany sedan han var elva år gammal. Atlas gick med i Argus 1856. Manning blev 1865 chefredaktör och 1873 tidningens ägare.
Manning var ordförande för delstaten New Yorks demokratiska parti 1881-1884. Han tjänstgjorde som USA:s finansminister under president Grover Cleveland 1885-1887. Han avgick från ämbetet i april 1887 på grund av dålig hälsa och avled senare samma år.